# Bøgeskov (plantesamfund)
 For alternative betydninger, se Bøgeskov. (Se også artikler, som begynder med Bøgeskov)
Bøgeskov er i Danmark en kendt og værdsat skovtype, som ligefrem har en vis national betydning. Bøgeskoven fremhæves som eksempel på den typisk danske skov, bøgen optræder i nationalsangen, og bøgetræet er (sammen med egen) udnævnt som Danmarks nationaltræ. Bøgen forekommer dog knapt naturligt vest for den jyske højderyg, og bøgeskov udgør 20-25 % af det danske skovareal. 
Det videnskabelige navn for bøg, der på dansk også kaldes Almindelig Bøg, er Fagus sylvatica. Bøg er hjemmehørende i det vestlige Europa, hvor den indgår i blandede løvskove på næringsrig, veldrænet og kalkrig bund. Den har sin nordgrænse i Danmark. Bøgen er et løvtræ og bøgeskoven dermed en løvskov, mere specifikt en Tempereret løvfældende skov.
Det meste skov i Danmark er plantet, og har traditionelt været drevet med det primære formål at producere tømmer. Sådanne skove har indtil naturskovs-strategien blev indført i 1990'erne primært været monokulturer, hvor alle træer var af samme type og alder, og hvor dødt træ blev fjernet fra skovbunden for at undgå svampeangreb. Sådanne skove er præget af en artsfattig skovbund med få urter og ingen buske.
Den klassiske "søjlehal" bøgeskov (som på billedet) er faktisk eksempel på en sådan skov, for i en naturlig skov ville træerne være af forskellig alder og der ville være flere lysninger. Når denne "kunstige" bøgeskov alligevel er populær hænger det utvivlsomt sammen med at tilsvarende plantager af f.eks. rødgran eller ædelgran er langt mørkere, og endnu mere "døde" i bunden. Desuden er bøgeskoven kendt for to særligt smukke hændelser, nemlig tæppet af Hvid Anemone og de smukke lysegrønne blade der ses ved løvspring. Statsskovene drives nu mere naturnært, og dette er nu pågået i så lang en periode at en række af naturskovens kendetegn efterhånden har indfundet sig. Døde stammer og grene får lov at blive liggende, der er flere lysninger og vandhuller og andre slags træer får lov at vokse op så skoven bliver mere alsidig. Dette vil med tiden mindske forekomsten af den klassiske "søjlehal" bøgeskov, men den vil næppe forsvinde, og de andre forhold som bøgeskoven er elsket for vil være upåvirkede af den nye driftform – formentlig vil skoven blot blive mere spændende at færdes i.
Bøgen indvandrede i Danmark i det sidste årtusind af Yngre lindetid for ca. 3000 år siden, men først efter 500 f.Kr. bliver den almindelig – 
perioden efter 500 f.Kr. kaldes derfor også Bøgetid.

## Forskellige former for Bøgeskov i Danmark
I Danmark defineres fire forskellige former for bøgeskov med hver deres karakteristiske urter og buske i skovbunden (i parentes nummeret for Natura 2000 skovtypen fra Naturtyper i Danmark):
- Bøgeskove på morbund uden kristtorn (9110)
- Bøgeskove på morbund med kristtorn (9120)
- Bøgeskove på muldbund (9130)
- Bøgeskove på kalkbund (9150)

Den plantesociologiske betegnelse for bøgeskoven er Fagion sylvaticae.

## Anvendelse
Bøgen har altid været brugt til tømmer, da træet giver godt tømmer – også i store dimensioner. I dag er det et populært materiale til møbler og gulve. Bog er et vigtigt fødeemne for mange af skovens fugle og gnavere, men også for drøvtyggere og vildsvin. Tidligere var bog et vigtigt element i det at drive svin på olden. Olden er en samlebetegnelse for skovtræernes nødder (bog, agern og kastanjer), som er spiselige for tamdyr.

## Svampe i bøgeskoven
Som mange andre træer kan bøg leve i symbiotisk samliv med flere forskellige slags svampe, såkaldt Mykorrhiza. På næringsrig bund er dette dog ikke afgørende for bøgen, men på fattigere jord, f.eks. morbund, er det almindeligt da det medvirker til at træet kan optage flere næringsstoffer. Et antal forskellige svampe optræder sammen med bøg, bl.a. Almindelig Kantarel, Karl Johan, Snehvid Fluesvamp m.fl. Hertil kommer en række rådsvampe.